# Pair-et-Grandrupt
Pair-et-Grandrupt – miejscowość i gmina we Francji, w regionie Grand Est, w departamencie Wogezy.
Według danych na rok 1990 gminę zamieszkiwało 417 osób, a gęstość zaludnienia wynosiła 91 osób/km² (wśród 2335 gmin Lotaryngii Pair-et-Grandrupt plasuje się na 649. miejscu pod względem liczby ludności, natomiast pod względem powierzchni na miejscu 1048.).